# William Hope Hodgson
Pour les articles homonymes, voir Hodgson et William Hope (banquier).
William H. Hodgson, né le 15 novembre 1877 à Blackmore End district de Wethersfield (Essex) et mort le 19 avril 1918 en Belgique, est un écrivain britannique réputé pour ses nouvelles et ses romans fantastiques de Weird Fiction.

## Biographie

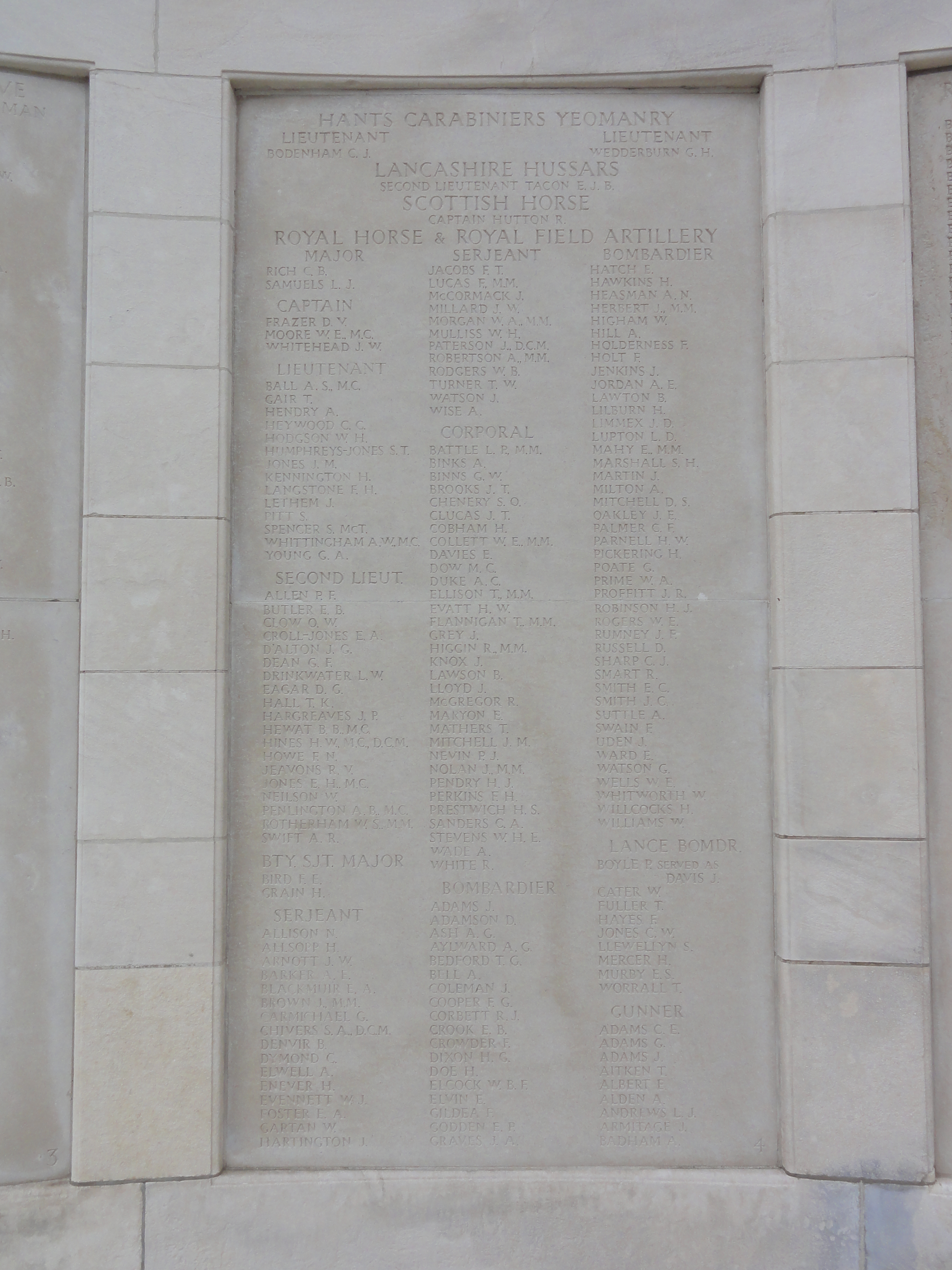
Plaque du Cimetière militaire britannique de Tyne Cot avec W.H. Hodgson

William naît dans une petite ville de l'Essex, à Blackmore End, paroisse de St. Mary the Virgin. Il est le fils de Samuel et Lizzie Hodgson, et le deuxième fils d'une fratrie de douze enfants.
Âgé de 14 ans, William H. Hodgson s'enrôle en 1891 comme mousse dans la marine marchande ; il réussit son diplôme d'officier et, photographe amateur, obtient l'autorisation de monter une chambre noire sur son navire. Il abandonne la vie maritime en 1899 et ouvre une salle de culture physique jusqu'en 1904, puis donne des conférences sur ses expériences en mer, à partir de ses clichés de typhons et tempêtes.
Le succès littéraire (critique mais non commercial) arrive en 1907 avec Les Canots du Glen Carrig. Il crée le personnage de Thomas Carnacki, chasseur de fantômes, précurseur d'Harry Dickson ou de Jules de Grandin. 
Incorporé en 1915 dans l'artillerie, Hodgson meurt atteint par un obus le 19 avril 1918 sur le Mont Kemmel, près d'Ypres en Belgique.

## L'œuvre de William H. Hodgson
Cet auteur est aujourd'hui très peu connu. En effet, les critiques et lecteurs de son époque n'ont pas su percer les secrets de son écriture, très spécifique, empreinte d'archaïsme et de reflets shakespeariens et l'ont classé très vite en tant qu'écrivain démodé, non-précurseur. Alors que, précurseur, il l'a été. Ses deux romans La maison au bord du monde (titre original : The House on the Borderland) et Le pays de la nuit (titre original : The Night Land, ce roman aurait été écrit avant La maison au bord du monde mais publié après[réf. nécessaire]) montrent des traces de science-fiction avec la mort du soleil et les voyages cosmiques. Néanmoins, la particularité de cet auteur tient dans ses thèmes gnostiques. Son écriture, que ce soient les poèmes, romans ou nouvelles, est un lien entre le passé (époque gothique) et le futur (science-fiction) aussi bien dans la façon d'écrire, la forme que dans le fond. Hodgson est la preuve d'un lien littéraire entre les époques. Il ressuscite le passé et nous plonge dans un avenir effrayant où l'analyse psychanalytique et philosophique sont quasi infinies.

### Carnacki
Le personnage de Carnacki intervient dans la bande dessinée La Brigade Chimérique (2009-2010), qui convoque différentes figures de héros fantastiques de la littérature populaire d'avant-guerre.
Les auteurs pour la jeunesse Fabrice Colin et André-François Ruaud le mettent brièvement en scène et lui ont inventé un neveu, William Carnacki, dans les albums Le Livre des monstres - Chroniques du Monde noir (2008) et Quête dans le Monde noir (2010).
Il est l'un des personnages de la BD dont VOUS êtes le héros, Sherlock Holmes : enquêtes surnaturelles de Jarvin et Boutanox

## Liste des publications
Romans
- 1907 : Les Canots du Glen Carrig (Néo) - Terre de Brumes)
- 1908 : La Maison au bord du monde (Néo- OPTA - Le Livre de poche - Terre de Brumes)
- 1909 : Les Pirates fantômes (OPTA - Le Livre de poche - Terre de Brumes)
- 1912 : Le Pays de la nuit (Néo) - Terre de Brumes)

Nouvelles
- Carnacki et les fantômes (Le masque fantastique N° 14, 1977 - Néo) - Terre de Brumes)
  - La porte ((en) The Gateway of the Monster)
  - La maison parmi les lauriers ((en) The house among the laurels)
  - La chambre qui sifflait ((en) The Whistling Room)
  - Le mystère de la maison hantée ((en) The Searcher of the end house)
  - Le cheval de l'invisible ((en) The horse of the Invisible)
  - Le Jarvee ((en) The haunted JARVEE)
  - Le verrat ((en) The hog)
- La Chose dans les algues suivi de deux aventures de Carnacki nouvelles (Néo)
  - Les chevaux marins
  - L'épave
  - La "Chose" dans les algues
  - De la Mer immobile
  - Le cinquième message
  - L'île de Ud
  - La voix dans la nuit
  - L'aventure du promontoire
  - Le Mystère de l'épave
  - Le dernier voyage du Shamraken
  - Le bateau de pierre
  - L'équipage du Lancing
  - Les habitants de l'îlot du milieu
  - Le monstre de l'île aux algues (absent de l'édition planète)
  - Deux aventures de Carnacki (absentes de l'édition planète)
    - La chose invisible
    - Bibliophilie
- L'horreur tropicale nouvelles (Néo)
  - L'Horreur Tropicale (titre original : A tropical horror)
  - Une voix dans la tempête (titre original : Out of the Storm)
  - À la recherche du Graiken (titre original : The Finding of the Graiken)
  - Éloi Éloi Lama Sanashtani (titre original : Eloi, Eloi, Lama Sabachthani)
  - Le réservoir de la Peur (titre original : The terror of the water-Tank)
  - L'Albatros (titre original : The Albatross)
  - Le fantôme de Lady Shannon (titre original : The Haunting of Lady Shannon)
- 1988 : Les spectres pirates nouvelles (Encrage)
  - Le passager du "Pampero"
  - Carnacki, le chasseur de fantômes
  - Les spectres pirates
  - Le vaisseau fantôme
  - Le rêve de X
  - La chambre d'épouvante
  - Quand s'entrouvre la nuit

## Représentations dans la fiction
William Hope Hodgson - et son héros Karnacki - apparaît en tant que personnage romanesque et central dans plusieurs ouvrages écrits par Éric Poindron :
- De l'égarement à travers les livres, éditions du Castor Astral, collection « Curiosa & cætera », 2011.
- Le Collectionneur de Providence ou Petit traité de crânophilie, suivi de L'Affaire John B. Frogg ou le mystère de la citation de l'écrivain mystère, Éditions Les Venterniers, 2013.